# Арчі Томпсон
А́рчібальд Дже́ралд (А́рчі) То́мпсон (англ. Archibald Gerald (Archie) Thompson; нар. 23 жовтня 1978, Отороханга, Нова Зеландія) — австралійський професійний футбольний гравець, нападник. Станом на 2013 рік, грає за Мельбурн Вікторі в Австралійській А-лізі, знаходиться на 2-му місці по кількості забитих голів за всю історію ліги, та 1-му за Мельбурн Вікторі.

## Виступи за збірну
Протягом своєї кар'єри, Арчі регулярно викликали до лав  збірної Австралії, незважаючи на те, що він народився в Новій Зеландії. Томпсону належить рекорд за кількістю голів, забитих у міжнародному матчі. Він забив 13 м'ячів проти збірної американського Самоа. Цей матч збірна Австралії перемогла з рахунком 31-0.